# Митя Рибичич
Митя Рибичич (словен. Mitja Ribičič; нар.19 травня 1919 — пом. 28 листопада 2013) — словенський комуністичний чиновник і югославський політик. Був єдиним словенським прем'єр-міністром Соціалістичної Федеративної Республіки Югославія (1969—1971).

## Життя та кар'єра
Народився у словенськомовній родині в Трієсті (Італія). Його батьком був словенський письменник Йосип Рибичич (народився в місті Башка, острів Крк, Хорватія). Його мати, Роза Рибичич, уроджена Арріглер або Аріглер була вчителькою словенських шкіл у Трієсті, редакторкою і громадською діячкою. Вона була племінницею поета Антона Медведя.
У 1925 році сім'я переїхала до міста Ракек (Словенія), яке тоді входило до Королівства сербів, хорватів та словенців (Югославія), де Рибичич відвідував початкову школу. У 1929 році вони оселилися в Любляні. У 1938 році Митя вступив до Люблянського університету, де вивчав право. У студентські роки він став членом кількох лівих молодіжних організацій та об'єднань словенських емігрантів з Джуліанського маршу. У квітні 1941 року, коли нацисти вторглися в Югославію, він пішов добровольцем до Королівської югославської армії. Після поразки Югославії наприкінці квітня приєднався до Фронту визволення словенського народу. У жовтні 1941 року став членом словенської філії Комуністичної партії Югославії (KPJ).
У травні 1942 року приєднався до партизанського опору. Воював у різних частинах Словенії, анексованих Німеччиною, спочатку в Нижній Штирії, потім у Верхній Карніолі та на півдні Каринтії. У листопаді 1944 року був направлений до Радянського Союзу на навчання.
Після повернення на початку 1945 року служив високопосадовцем ОЗНА (югославської військової розвідки), а потім в УДБА (таємній поліції). Він відповідав за політичні репресії проти антикомуністичної опозиції в Словенії. У період з 1951 по 1952 рік працював головним прокурором Соціалістичної Республіки Словенія, а потім до 1957 року —секретарем (міністром) внутрішніх справ Соціалістичної Республіки Словенія.

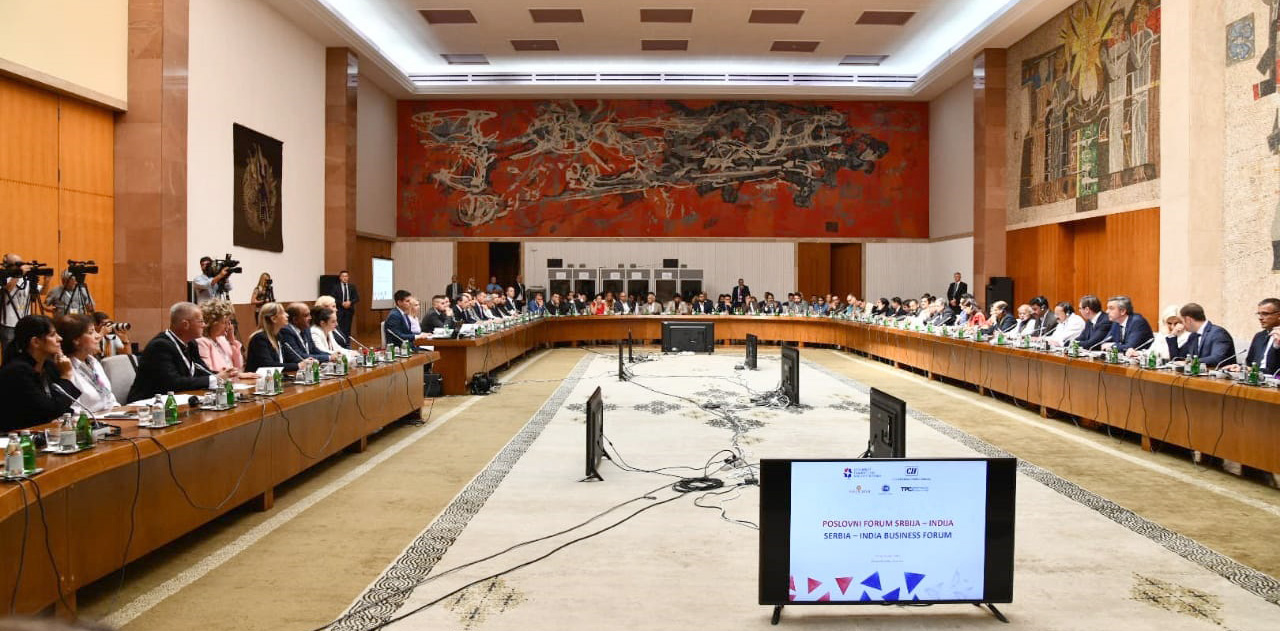
Одна з палат у Палаці Федерації, місце розміщення Союзної виконавчої ради СФРЮ

У період з 1957 по 1963 рік був членом словенського уряду, а потім членом Центрального комітету Комуністичної партії Словенії. У 1966 році увійшов до керівництва Югославської комуністичної партії, працюючи спочатку членом Виконавчого центрального комітету партії, а потім головою Союзної виконавчої ради Югославії.
У період з 1974 по 1982 рік він був головою Соціалістичного союзу трудового народу Словенії —офіційної платформи, яка включала всі професійні та добровільні об'єднання Словенії. У період з 1982 по 1983 рік став головою Центрального комітету Комуністичної партії Югославії і був одним із його членів до 1986 року, коли вийшов на пенсію. Він помер 28 листопада 2013 року у віці 94 років у Любляні та похований у родинній могилі на цвинтарі Жале в Любляні. Його син Циріл — лівий політик (член соціал-демократів) та юрист, станом на 2013 рік — член Конституційного суду Словенії.

## Звинувачення у порушенні прав людини
Кілька жертв комуністичного політичного переслідування звинуватили його у жорстокому поводженні в той час, коли він був посадовою особою таємної поліції, зокрема Анжела Воде та Любо Сірц. У 1970 році, коли Рибичич відвідав Велику Британію на посаді глави уряду Югославії, британський громадянин Сірц виступив із публічною акцією протесту, розкриваючи жорстоке поводження, якого зазнав від Рибичича у 1946 році.
У 2005 році Словенський державний прокурор розслідував дії Рибичича геноцидного характеру, пов'язані з діями Югославської народної армії проти військовополонених після Другої світової війни. Справа, відкрита через 60 років після злочину, була припинена через відсутність доказів.